# Subhatavarman
Subhatavarman (r. hacia 1194-1209 d. C.), también conocido como Sohada, fue un rey indio de la dinastía Paramara, que gobernó en la región de Malwa de la India central.

## Primeros años
Subhatavarman sucedió a su padre Vindhyavarman como rey Paramara. Su padre Vindhyavarman había restablecido la soberanía paramara en Malwa, después de un gobierno de dos décadas de los chaulukya de Guyarat. Durante la primera parte de su reinado, el poder de los chaulukya había decaído a causa de las invasiones musulmanas. Aprovechando esta situación, Subhatavarman invadió con éxito la región de Lata (sur de Guyarat).

## Invasión de Guyarat
Según el escritor del siglo XIV Merutunga, Subhatavarman se retiró de la frontera de Guyarat después de que un ministro del rey Chaulukya Bhima II recitara un verso advirtiéndole de las represalias. Pero esto no está respaldado por la evidencia histórica. La evidencia histórica sugiere que Subhatavarman invadió el reino chaulukya alrededor de 1204, y probablemente atacó su capital Anahilavada (o Anhilapataka). Según las crónicas en guyaratí, ocupó Darbhavati (la actual Dabhoi) durante algún tiempo. El poeta Arisimha afirma que el rey de Malwa quitó las vasijas de oro del templo de Vaidyanatha de Darbhavati; estas fueron restauradas más tarde por el comerciante jainista y ministro de la dinastía Vaghela. Narendraprabha's Vastupala-prashasti nombra a este rey de malwa como Subhatavarman. Zahiriddin Nasr Muhammad Aufi, en su Jawami ul-Hikayat, afirma que un rey de Paramara saqueó ciudades de Guyarat y destruyó templos hindúes y mezquitas. Esto probablemente se refiere a la invasión de Subhatavarman. Se cree que el rey paramara destruyó una mezquita en Khambhat, construida por los chaulukyas para los comerciantes árabes.
Shridhara, un gobernador de los chaulukyas, rechazó el ataque de Subhatavarman. Su inscripción prashasti de Devapattana sugiere que defendió con éxito su fortaleza (cerca del templo de Somnath) contra un asedio de Paramara. El feudatario chaulukya Lavana-Prasada de Dholka probablemente obligó a Subhatavarman a abandonar su campaña. La inscripción prashasti de Lavana en [Dabhoi, compuesta por Someshvara, afirma que era como un depósito de medicinas contra los invasores que se asemejaban a las enfermedades, entre los que se encontraba el gobernante de Dhar. Aunque Someshvara no nombra al gobernante de Dhara (la capital de Paramara), parece ser Subhatavarman. Otro poeta Balachandra nombra al adversario de Lavana como Sribhata de Malwa, que ha sido identificado como Subhatavarman.

## Vida posterior
Según una inscripción Yadava, el rey Yadava Jaitugi derrotó a los malavas (es decir, a los paramaras), entre otras dinastías. La inscripción exagera enormemente los éxitos militares del gobernante yadava, aunque es posible que el general yadava, Sahadeva hiciera incursiones en Malwa cuando Subhatavarman estaba en Guyarat. No hay pruebas de que los yadavas penetraran profundamente en Malwa, y el conflicto fue probablemente una escaramuza fronteriza.
Subhatavarman donó dos jardines a un templo de Vishnu. Le sucedió su hijo Arjunavarman.